# Birichino
Il termine birichino, nella Bologna del XVIII secolo, indicava il popolino, e soprattutto i bambini di strada (l'analogo degli scugnizzi a Napoli). L'uso più celebre del termine è certo quello fatto da Vittorio Emanuele II che tacciò Cavour d'essere un birichìn, nel corso di un furioso litigio tra i due, avvenuto a Monzambano all'indomani dell'armistizio di Villafranca.

## Evoluzione della parola
L'etimologia della parola è incerta; secondo alcune fonti deriverebbe da buricco (saltimbanco), ma altri la fanno derivare dall'emilianismo biricone ("briccone"). Per estensione, il termine è entrato nel lessico italiano come sinonimo "monello", ovvero un bambino o ragazzo vivace e impertinente.